# Kocurany
Kocurany (in tedesco Kotzuran, in ungherese  Kocúrány o Kocúr ) è un comune della Slovacchia facente parte del distretto di Prievidza, nella regione di Trenčín.

## Storia
Fu menzionato per la prima volta in un documento storico nel 1113 come feudo della rocca di Nitra. Successivamente appartenne ai Divéky/Diviacký e ai Simonyi.